# Kvinnohjärtan på villovägar
Kvinnohjärtan på villovägar är en amerikansk film från 1942 i regi av Irving Rapper. Filmen är baserad på en bok av Stephen Longstreet.

## Handling
Tre systrar förlorar först sin mor i RMS Lusitanias sänkning och sedan sin far i första världskriget. Systrarna, i synnerhet den äldsta, Fiona, får sedan kämpa för att ta del av sin familjs förmögenhet.

## Rollista
- Barbara Stanwyck - Fiona Gaylord
- George Brent - Charles Barclay
- Geraldine Fitzgerald - Evelyn Gaylord
- Donald Crisp - Ralph Pedloch
- Byron Barr - Gig Young
- Nancy Coleman - Susie Gaylord
- Gene Lockhart - Herschell Gibbon
- Larry Simms - Austin
- Donald Woods - Penn Sutherland Gaylord
- Grant Mitchell - Gilbert Wheeler
- Anne Revere - Miss Ida Orner
- Helen Thimig - Saskia
- George Lessey - domare Barrows
- Charles Waldron - Mr. Van Rennseler
- Frank Reicher - Dr. Bigelow